# ان پترسن
ان پترسن (انگلیسی: Ann Petersen; ۲۲ ژوئن ۱۹۲۷ – ۱۱ دسامبر ۲۰۰۳) هنرپیشه اهل بلژیک بود.
از فیلم‌ها یا برنامه‌های تلویزیونی که وی در آن نقش داشته‌است می‌توان به هفت‌آیین، مانکن پیس، و هکتور اشاره کرد.